# Yasuo Wakisaka
Yasuo Wakisaka (脇坂康生?, Wakisaka Yasuo; 27 maggio 1969) è un giocatore di football americano giapponese, che gioca come defensive lineman per i Panasonic Impulse.

## Palmarès
- 2 Mondiali (1999, 2003)